# Jacqueline Govaert
Jacqueline Govaert (Kaatsheuvel, 20 de abril de 1982) es una cantante, compositora y pianista holandesa, reconocida por ser la vocalista de la agrupación Krezip y por su colaboración con bandas y artistas como Ayreon, Relax, Armin van Buuren y Fernando Lameirinhas. Después de la separación de Krezip en 2009, Govaert inició una carrera como solista. Publicó su álbum debut, Good Life, en agosto de 2010.
Govaert reside en Haarlem con su pareja. El 29 de octubre de 2008 anunció que esperaba un hijo y que estaba tomando un descanso de la industria de la música. Govaert dio a luz a un hijo el 26 de marzo de 2009. Se segunda hija nació el 10 de noviembre de 2010. Jacqueline es la hermana mayor de Onno Govaert, baterista principalmente activo en el campo de la improvisación musical.

## Discografía

### Krezip
- Run Around (1999)
- Nothing Less (2000)
- Days Like This (2002)
- That'll Be Unplugged (2003)
- What Are You Waiting For? (2005)
- Plug It In (2007)
- Best Of (2008)

### Solista
- Good Life (2010)
- Songs to Soothe (2014)
- Lighthearted Years (2017)